# Montferrand-le-Château
Montferrand-le-Château – miejscowość i gmina we Francji, w regionie Burgundia-Franche-Comté, w departamencie Doubs.
Według danych na rok 1990 gminę zamieszkiwały 1724 osoby, a gęstość zaludnienia wynosiła 230 osób/km² (wśród 1786 gmin Franche-Comté Montferrand-le-Château plasuje się na 90. miejscu pod względem liczby ludności, natomiast pod względem powierzchni na miejscu 605.).